# 泰山獅王文化節
泰山獅王節位於新北市泰山區，為當地重要民俗活動，結合活動慶典與其地方文化。

## 背景
每年農曆9月18日，是泰山區最盛大的宗教慶典活動「顯應祖師聖誕大典」，當地各家商號望族在這天均會請出各式慶祝活動，而醒獅團的舞獅即是當地最常見的一項。後經當地社區推動，台北縣為延續地方特有文化推展，遂於2007年開始舉辦首屆「泰山獅王節」慶典迄今。每年獅王節均以獅會友的方式,聚集全國各地舞獅好手參與,並結合泰山地方人文特色做整體規劃。

## 活動
2014年10月4日泰山獅王文化節登場，各國共有13支舞獅隊伍齊聚一堂，大展「獅藝」，其中新竹聯豐龍獅團的表演者王家吉和田政賢僅18歲，並以「鼓起威獅躍泰山」奪下本屆獅王冠軍。另外也安排了一系列「獅在有趣樂活嘉年華」活動，更邀請曾經競賽獲獎的舞獅隊進行「榮耀戰鼓‧獅王再現」表演，同年10月11日進行「顯應祖師聖誕大典遶境」活動，祈求上天保佑台灣能夠永保安康相關的節目祝福。

### 新聞
1. 1 2  . 台灣立報電子報. 2014-10-03  [2015-09-03]. （原始内容存档于2019-01-23）.
2. ↑  郭顏慧. . 自由時報電子報. 2014-10-02  [2015-09-03]. （原始内容存档于2014-10-02）.
3. 1 2  . 自由時報電子報. 2014-10-05  [2015-09-03]. （原始内容存档于2014-10-06）.
4. ↑  . 中央通訊社. 2014-10-01  [2015-09-03]. （原始内容存档于2015-09-24）.